# آرندان
آرندان یا به کردی ئاره نان، روستایی از توابع بخش مرکزی شهرستان سنندج در استان کردستان ایران است که مرکز دهستان آرندان می‌باشد. این دهستان به مرکزیت روستای آرندان شامل روستاهای نوره (به کردی نه وه ره)، کلکان، صوفیان، گرماش، اجگره (به کردی هه ژگه ره) و سرخه دزج (به کردی سوورازه) می‌باشد.
روستای آرندان در حومه شهر سنندج در جاده قدیم مریوان، در منطقه سرسبزی در میان دو کوه و یک تپه واقع شده و دارای مراتع و چراگاه‌های بسیاری است.
گفته می‌شود واژه آرندان از کلمه آریا گرفته شده‌است و در اصل آریان بوده‌است. لازم است ذکر شود که روستای آرندان در نزدیکی جاده قدیم سنندج مریوان واقع گشته که این جاده اکنون کاربری روستایی و گردشگری دارد و جادهٔ اصلی به‌شمار نمی‌آید. به همین دلیل این جاده قدیمی پس از سالیان طولانی به حال خود رها شده و تقریباً غیر استاندارد شده‌است. روستای آرندان مردمی کاملاً مشارکت محور داشته به نحوی که در انجام کارهای شورایی و جمع‌آوری هزینه‌های لازم برای رسیدگی به امور روستا همانند جاده یا بهبود اوضاع داخلی روستا و …، همیشه پیش قدم بوده‌اند.

## جمعیت و مردم
این روستا در دهستان آرندان قرار دارد و براساس سرشماری مرکز آمار ایران در سال ۱۳۸۵، جمعیت آن ۱٬۵۷۰ نفر (۳۵۹خانوار) بوده‌است. اما در سرشماری‌های دهه نود بالغ بر ۳۵۰۰ نفر جمعیت آن برآورد شده‌است. با این اوصاف روستای آرندان دارای مهاجرت معکوس بوده و به دلیل نزدیکی به شهر سنندج و انواع امکانات از قبیل خانه بهداشت، اینترنت پر سرعت، سیستم گاز رسانی محله به محله، سیستم هادی روستایی و استانداردسازی کوچه‌های داخل روستا و … روز به روز جمعیت آن در حال رشد است. نکته مهم در مورد این روستا این است که تمامی ساکنین آن اصالتاً اهل خود روستا بوده و غیره در آن زندگی نمی‌کند.
مردم روستای آرندان به زبان کردی و با گویش سورانی اردلانی تکلم می‌کنند. البته در بسیاری از مکالمات روزمره شاهد واژه‌ها و کلماتی هستیم که به دلیل قدمت بالای روستا فقط در اینجا کاربرد دارند. این کلمات و جملات بیشتر شامل نام جای‌ها و مکانهای چشمه‌ها و باغ‌ها یا در آدرس دهی‌های مربوط به چشمه‌ها و معادن سنگ قدیمی و کوه‌ها و تپه‌ها کاربرد دارد.
روستای آرندان دارای کتابخانه عمومی با ظرفیت ۲۵۰۰ کتاب در زمینه‌های گوناگون، مدارس ابتدایی و راهنمایی، دبیرستان دخترانه، مرکز بهداشت، شرکت تعاونی، تعویض روغنی، نانوایی، ۸ واحد مرغداری در اطراف، گاز، تلفن، دکل تلفن همراه، زمین فوتبال و کلاسهای تابستانی است. روستای آرندان از سالها قبل دارای مسجد و حجره طلاب بود که از سال ۱۳۳۵ تاکنون شاگردان زیادی در این مدرسه تربیت شده‌اند.

## آثار باستانی و زیارتی
مسجد جامع روستای آرندان یک مسجد قدیمی است که در روستای آرندان در ۱۳ کیلومتری شمال غربی سنندج در استان کردستان و در مسیر جاده قدیم مریوان، در میان دو کوه واقع شده‌است.
در زمان قدیم این مسجد از خشت خام، ترکیبی از کاه و گل، که برای مقاوم بودن پشم حیوانی نیز به آن افزوده‌اند، ساخته شده‌است. در زمان‌های بعدی مصالح دیگری از جمله آجر و چوب نیز به آن اضافه شده‌است. سقف مسجد با استفاده از تنه درختان قطور بنا شده‌است. این مسجد کاملاً در وسط روستا قرار گرفته و به صورتی زیبا و معماری شده از دور مشخص است.
در ورودیه مسجد یک حوضچه دایره‌ای شکل قرار دارد که آب چشمه روستا از طریق کانالی به آن می‌ریزد. این مسجد دارای دو مناره زیبا به ارتفاع ۶ متر می‌باشد و همچنین دارای محرابی مشرف به روستا است.
در نزدیکی این مسجد همچنین بقعه یکی از اصحاب پیامبر اکرم (ص) به نام «مراد انصاری» و «حسن انصاری» است که زائران را به روستای آرندان می‌کشاند. بقعه حضرت مراد انصاری (به کردی مراساری) دارای تقدس و حرمت خاصی در میان اهالی روستا و منطقه بوده و در تمامی فصول سال به خصوص بهار، روزهای پنج شنبه و جمعه از تمامی مناطق کردستان و حتی خارج استان به زیارت این شخص و صحابه پیامبر اکرم (ص) می‌آیند.

## تفریحی
یکی از بهترین و اصلی‌ترین مناطق گردشگری روستای آرندان، «گردنه آریز یا یه کردی ملهٔ ئارێز» می‌باشد. گردنه ای که جاده قدیم سنندج مریوان از آن عبور می‌کند گردنه آریز نام دارد. این گردنه در بالاترین نقطه خود، ارتفاعی نزدیک به ۳۰۰۰ متر را دارد و به شدت کوهستانی و پر پیچ و خم است و در فصل بهار به خصوص ایام تعطیلات عید نوروز و روز سیزده بدر گردشگران بسیار زیادی را به خودش جذب می‌کند. وجود چشمه‌های پرآب و نیز طبیعت زیبا و باغات و وجود کوه‌های بلند و پر برف تا اواخر بهار معمولاً توجه هر کسی را به این منطقه جلب می‌کند.
آرندان دارای زمینها و مراتع بسیار زیادی است از جمله: سلیمان دره، قالاو، تاله، بیلو، کانی زمان، چاو باخ، دول حوض، چمه گه وره و تعداد زیادی از مراتع که مناظر زیبایی را به این روستای کهن بخشیده‌است.

## تصاویر

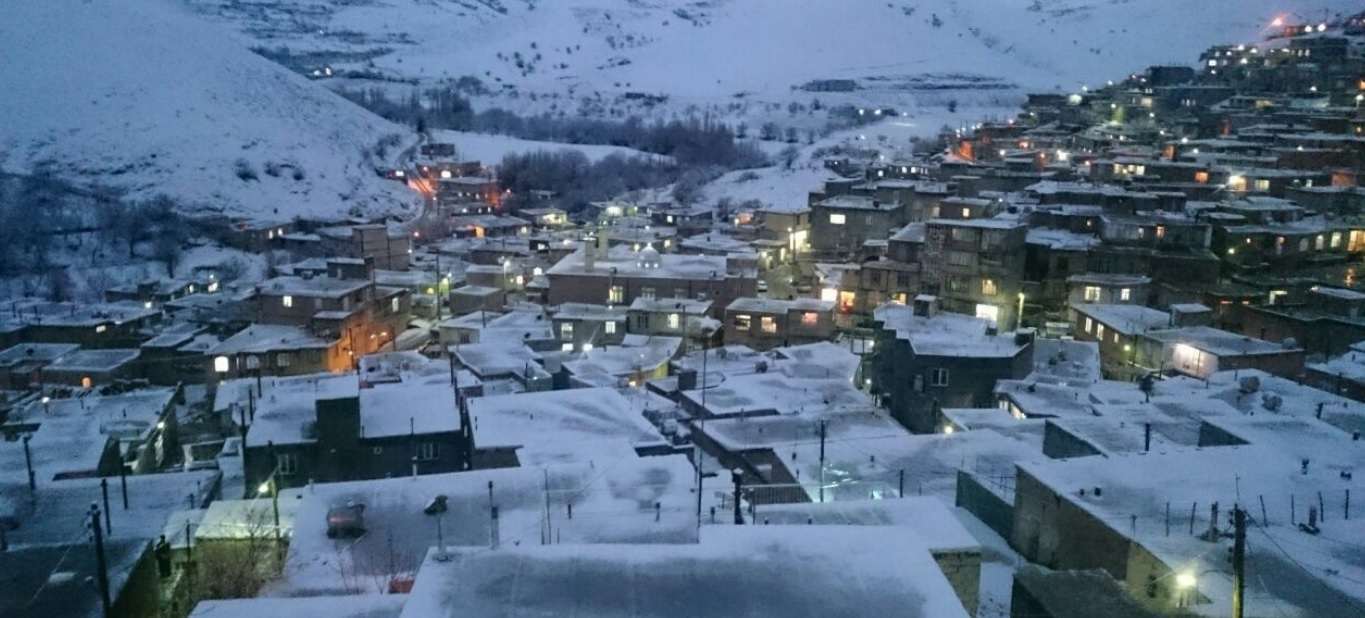
روستای آرندان در یک روز برفی زمستان

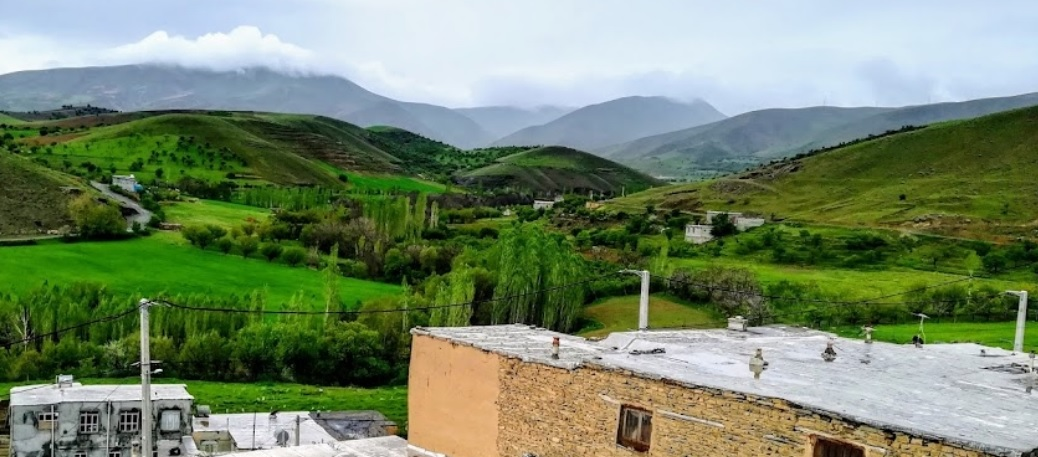
روستای آرندان در یک روز بهاری بارانی

.
.
.
.
.
.
.
.
.
.
..
..
..
تصاویری از آرندان --->>